# Boudevilliers

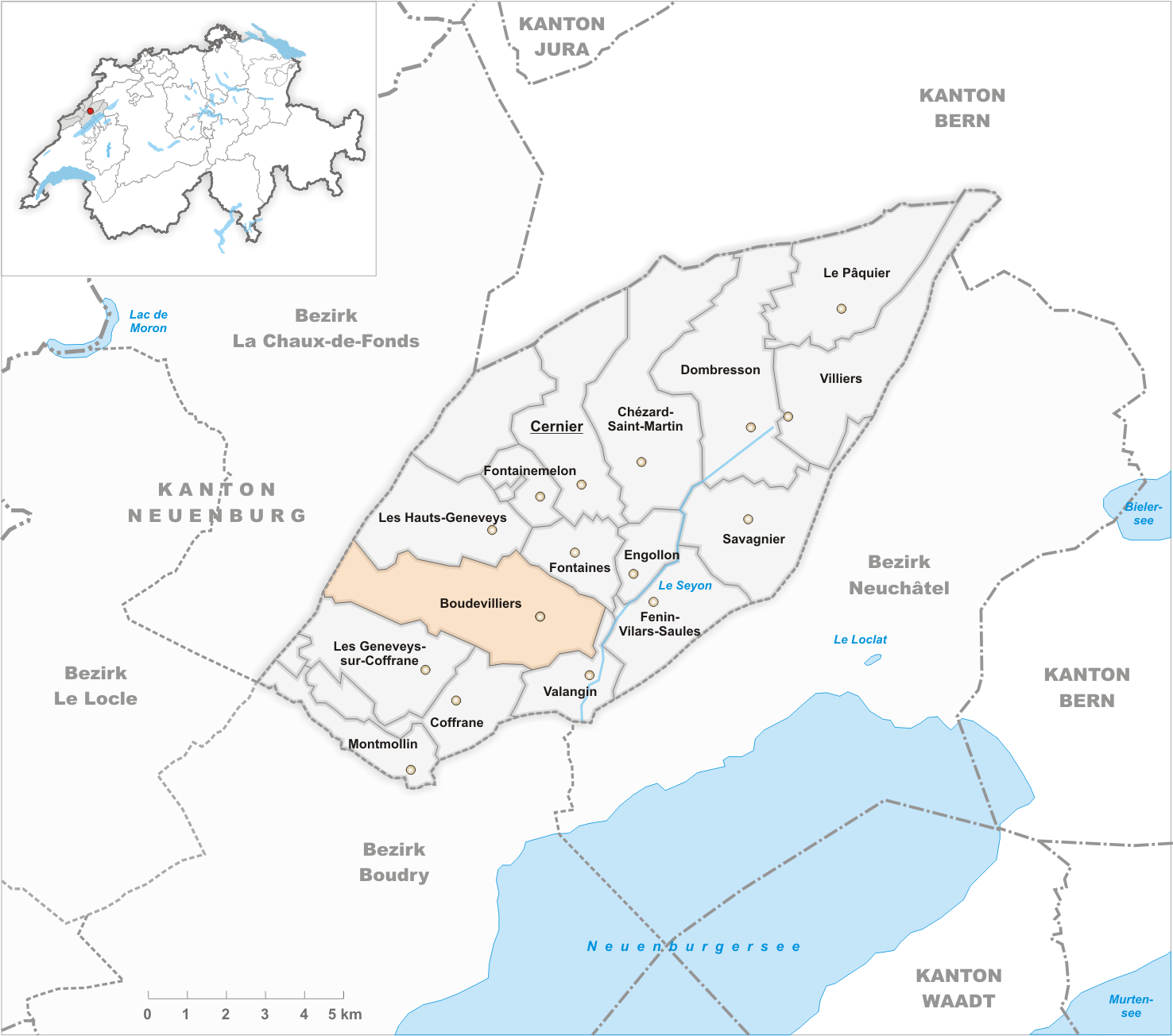
Gemeindestand vor der Fusion am 1. Januar 2013

Boudevilliers war eine politische Gemeinde im Distrikt Val-de-Ruz des Kantons Neuenburg in der Schweiz. Am 1. Januar 2013 fusionierte sie mit den Gemeinden Cernier, Chézard-Saint-Martin, Coffrane, Dombresson, Engollon, Fenin-Vilars-Saules, Fontainemelon, Fontaines, Les Geneveys-sur-Coffrane, Les Hauts-Geneveys, Montmollin, Le Pâquier, Savagnier und Villiers zur neuen Gemeinde  Val-de-Ruz.

## Geographie
Boudevilliers liegt auf 753 m ü. M., fünf Kilometer nordwestlich der Kantonshauptstadt Neuenburg (Luftlinie). Das Dorf erstreckt sich im zentralen Teil des Beckens Val de Ruz im Neuenburger Jura.
Die Fläche des 12,6 km² grossen Gemeindegebiets umfasst einen Abschnitt im Zentralteil der Synklinalen des Val de Ruz. Die östliche Grenze befindet sich oberhalb des Flusses Seyon. Nach Westen erstreckt sich das Gebiet über die nach Südosten geneigte, landwirtschaftlich intensiv genutzte Fläche des Val de Ruz und auf den Kamm der Jurakette der Tête de Ran. Auf den Rochers Bruns wird mit 1415 m ü. M. der höchste Punkt der Gemeinde erreicht. Hier befinden sich ausgedehnte Jurahochweiden mit den typischen mächtigen Fichten, die entweder einzeln oder in Gruppen stehen. In einem schmalen Zipfel reicht der Gemeindeboden in die Combe des Quignets, die im Einzugsgebiet des Vallée des Ponts liegt. Von der Gemeindefläche entfielen 1997 6 % auf Siedlungen, 32 % auf Wald und Gehölze, 61 % auf Landwirtschaft und etwas weniger als 1 % war unproduktives Land.
Zu Boudevilliers gehören die Weiler Malvilliers (849 m ü. M.) und La Jonchère (823 m ü. M.), beide am westlichen oberen Rand des Val de Ruz gelegen, Landeyeux (721 m ü. M.) im Zentrum des Beckens, sowie zahlreiche Einzelhöfe. Nachbargemeinden von Boudevilliers sind Valangin, Coffrane, Les Geneveys-sur-Coffrane, La Sagne, Les Hauts-Geneveys und Fontaines.

## Bevölkerung
Mit 764 Einwohnern (Stand 31. Dezember 2012) gehört Boudevilliers zu den kleineren Gemeinden des Kantons Neuenburg. Von den Bewohnern sind 92,6 % französischsprachig, 3,1 % deutschsprachig und 1,1 % portugiesischsprachig (Stand 2000). Boudevilliers hatte 1870 658 Einwohner; die Bevölkerungszahl sank bis 1900 auf 513 Einwohner, weist seit 1950 aber wieder eine steigende Tendenz auf.

## Wirtschaft
Boudevilliers war lange Zeit ein hauptsächlich durch die Landwirtschaft geprägtes Dorf. Die Landwirtschaft hat auch heute noch neben der Forstwirtschaft eine grosse Bedeutung. Im 19. Jahrhundert gab es im Dorf einige Betriebe der Uhrenindustrie. Heute ist die erwerbstätige Bevölkerung im lokalen Gewerbe beschäftigt oder arbeitet auswärts, vorwiegend in Neuenburg oder La Chaux-de-Fonds. In Landeyeux befindet sich seit 1872 ein Bezirksspital. Malvilliers war zu Beginn des 20. Jahrhunderts Kurort mit einem Sanatorium.

## Verkehr
Die Gemeinde ist verkehrsmässig gut erschlossen. Sie liegt an der früheren Hauptstrasse von Neuenburg nach La Chaux-de-Fonds und an der autobahnähnlich ausgebauten Schnellstrasse, welche diese beiden Städte verbindet. Die Schnellstrasse verläuft im Bereich von Boudevilliers und Malvilliers in Tunnels, die im Tagbau errichtet wurden. Boudevilliers ist durch die Buslinie von Neuenburg via Cernier nach Villiers und eine lokale Linie im Val de Ruz an das Netz des öffentlichen Verkehrs angeschlossen. Von 1949 bis 1969 wurde die Gemeinde ausserdem durch die Überlandlinie 4 des Trolleybus Val de Ruz bedient.

## Geschichte
Die erste urkundliche Erwähnung von Boudevilliers erfolgte 1144 unter dem Namen Boldiwiler. Später erschienen die Bezeichnungen Boudeviler (1195), Boldeviler (1202), Budevilliers (1413) und Budewillier (1453). Der Name ist vermutlich auf den Personennamen Balterius (kühner Krieger) zurückzuführen. Malvilliers hiess im späten Mittelalter Malavillier und Molavilliers, abgeleitet vom lateinischen malum (schlecht).
Boudevilliers kam 1308 durch Schenkung an die Grafschaft Neuenburg und bildete fortan (bis 1807) eine Enklave in der Herrschaft Valangin. 1531 wurde im Dorf die Reformation eingeführt. Seit 1648 war Neuenburg Fürstentum und ab 1707 durch Personalunion mit dem Königreich Preussen verbunden. 1806 wurde das Gebiet an Napoleon I. abgetreten und kam 1815 im Zuge des Wiener Kongresses an die Schweizerische Eidgenossenschaft, wobei die Könige von Preussen bis zum Neuenburgerhandel 1857 auch Fürsten von Neuenburg blieben.

## Sehenswürdigkeiten
Die heutige Kirche Saint-Jacques wurde im 17. Jahrhundert erbaut, wobei die Apsis des Vorgängerbaus aus dem 12. Jahrhundert mit einbezogen wurde. Seit 1588 gehörte Boudevilliers zur Pfarrei Valangin.

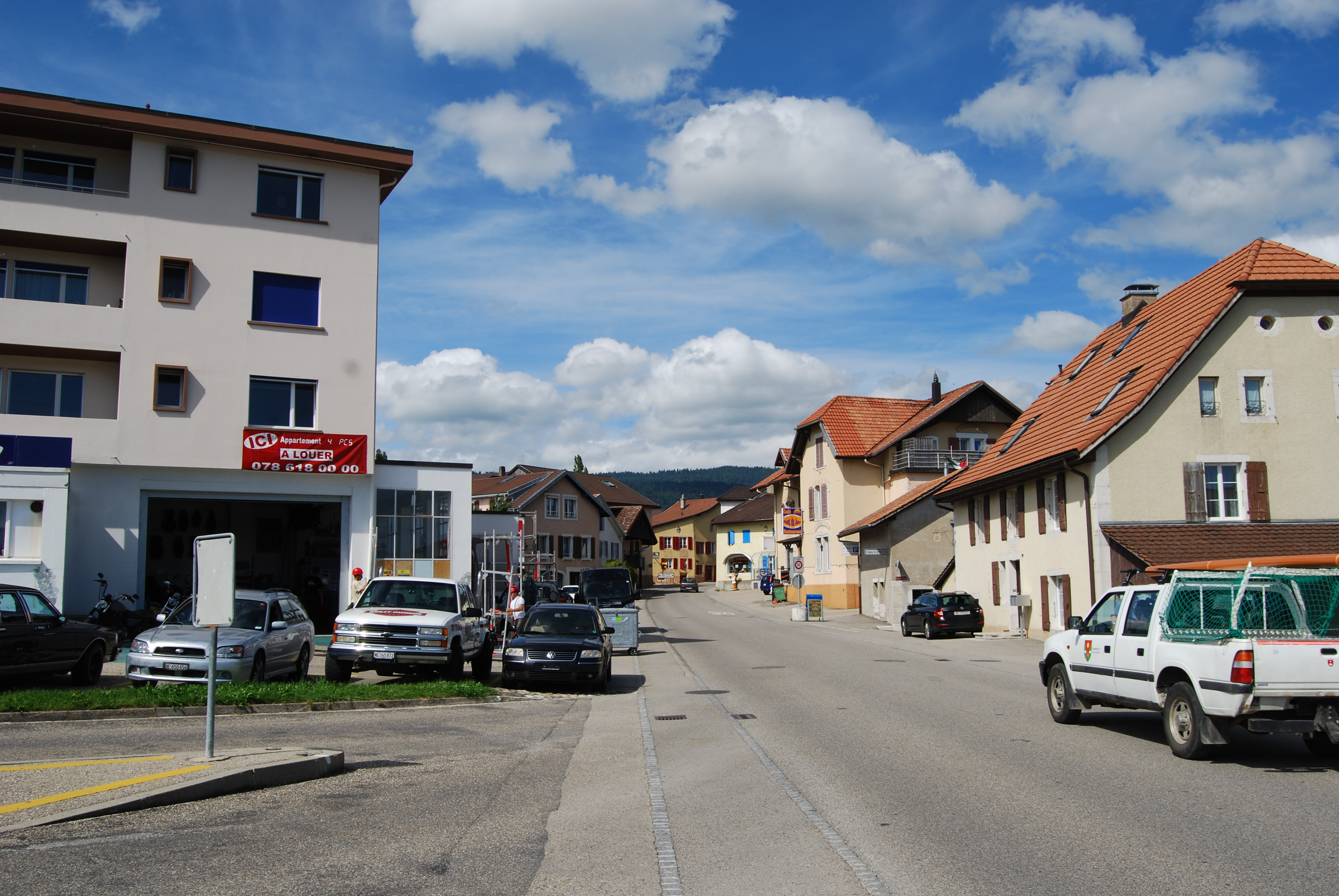
Boudevilliers
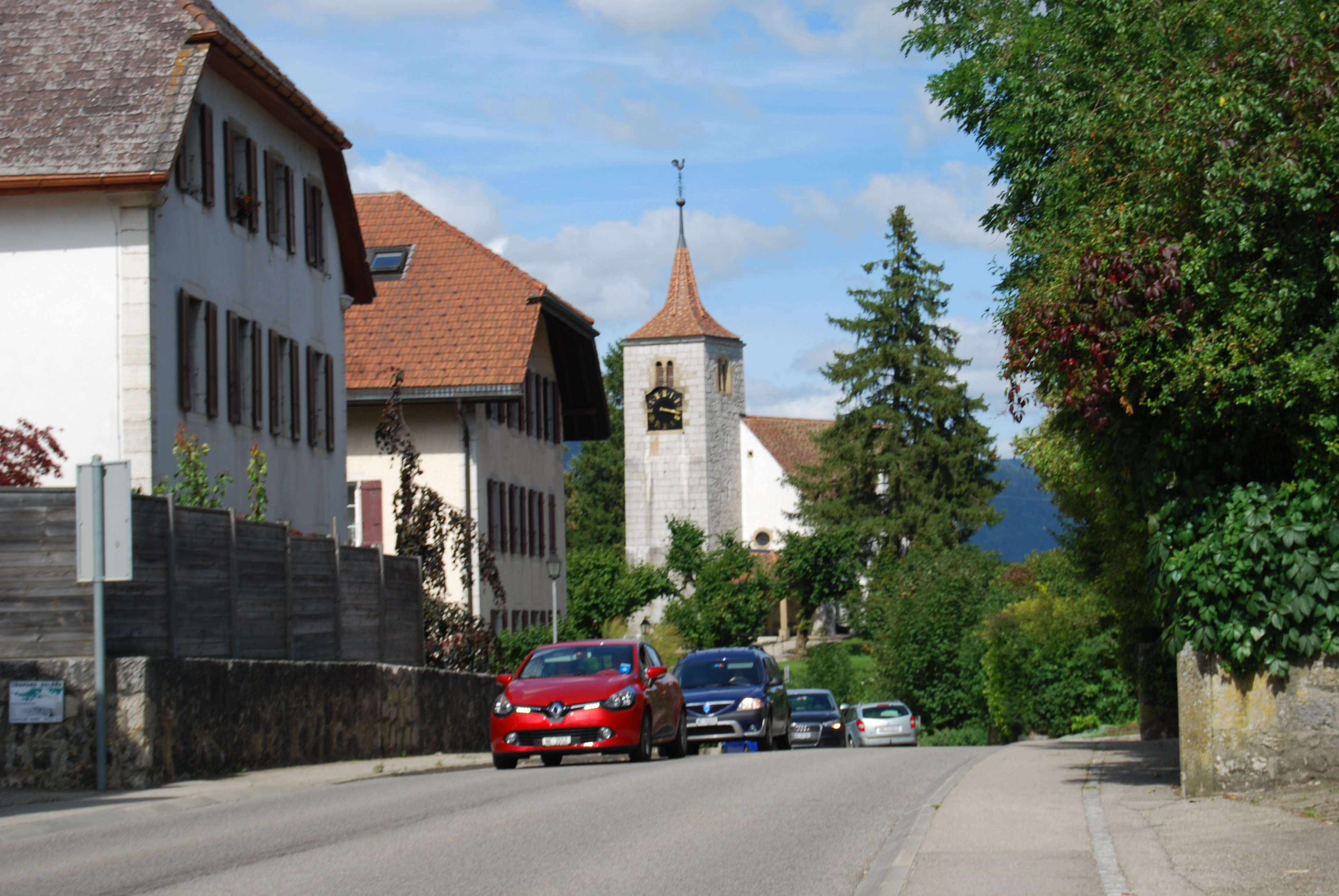
Kirche
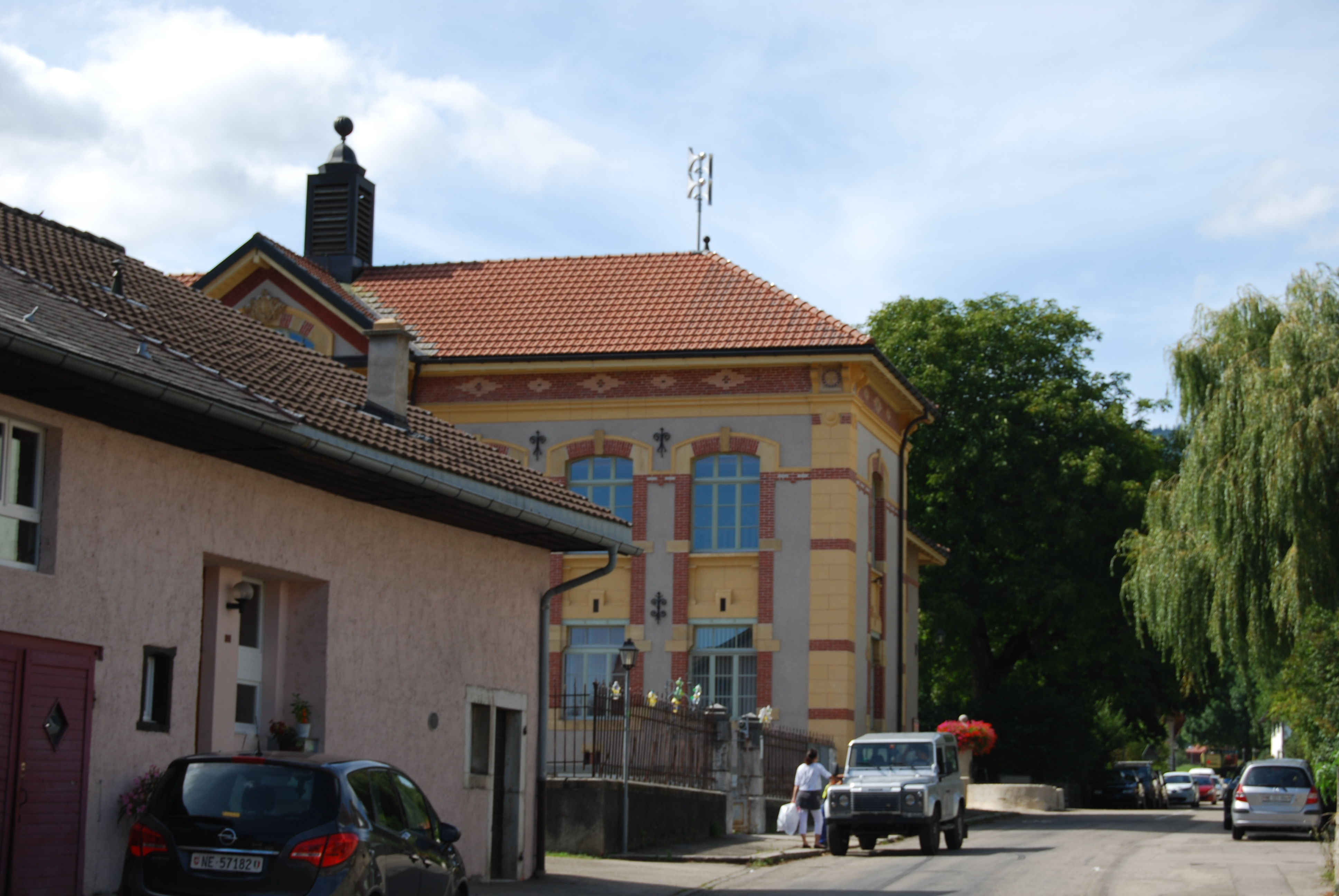
Schule

## Persönlichkeiten
- Alfred Jacques Henri Berthoud (1802–1887), Kaufmann sowie Plantagenbesitzer und Sklavenhalter